# Žegra
Zhegër en albanais et Žegra en serbe latin (en serbe cyrillique : Жегра) est une localité du Kosovo située dans la commune/municipalité de Gjilan/Gnjilane, district de Gjilan/Gnjilane (Kosovo) ou district de Kosovo-Pomoravlje (Serbie). Selon le recensement kosovar de 2011, elle compte 3 327 habitants.
En 2011, plusieurs hameaux, autrefois rattachés à Zhegër/Žegra, ont été recensés comme des localités à part entière : Demiraj (112 hab., tous albanais), Haxhaj (206 hab., tous albanais), Kurexh (394 hab., dont une majorité d'Albanais) et Selishtë (179 hab., tous albanais) ; le hameau de Terzijaj ne comptait plus aucun habitant,. Du point de vue serbe, ces hameaux sont toujours rattachés à Zhegër/Žegra.

## Géographie
Le village de Zhegra se situe à l’est du Kosovo.

## Histoire
Sur le territoire de Zhegër/Žegra (selon la Serbie) se trouvent un certain nombre d'édifices proposés pour une inscription sur la liste des monuments culturels du Kosovo.
Dans le hameau de Haxhaj, deux tours-résidences, dont celle de Kadri Vebi Zeqir construite en 1880, sont proposées pour un classement ; la tour-résidence de Fetah Kurexhaj à Kurexh, édifiée en 1850, est elle aussi proposée ; dans le hameau de Terzijaj, trois tours-résidences sont proposées pour une inscription : celle de Shaq Hajdin (1850), celle de Hajdin Hajdin (1942) et celle de Xhela Hajdin (1947).

## Démographie

### Évolution historique de la population dans la localité
| 1948  | 1953  | 1961  | 1971  | 1981  | 1991  | 2011  |
| ----- | ----- | ----- | ----- | ----- | ----- | ----- |
| 2 181 | 2 468 | 2 741 | 3 138 | 3 929 | 4 683 | 3 327 |

|  |

### Répartition de la population par nationalités (2011)
En 2011, les Albanais représentaient 99,88 % de la population.